# Lepsi (Fluss)
Der Lepsi (kasachisch Лепсі; russisch Лепсы Lepsy) ist ein Zufluss des Balchaschsees im Gebiet Schetissu im Südosten Kasachstans.

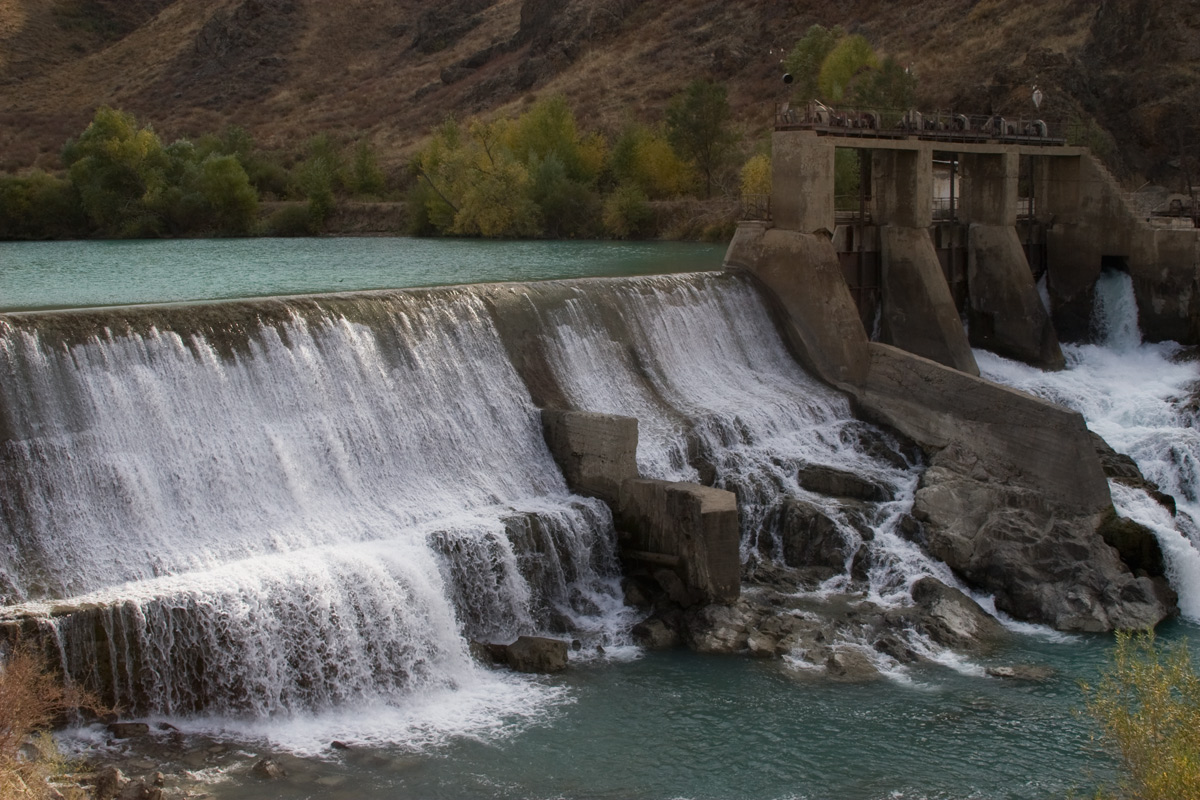
Eine Staustufe am oberen Lepsi (2013)

Der Lepsi entspringt an der vergletscherten Nordflanke des Dsungarischen Alataus. Er verlässt bei Lepsi (ehemals Lepsinsk) das Bergland. Anschließend fließt er in nordwestlicher, später in westlicher Richtung durch die Wüstenlandschaft des Siebenstromlands und mündet nach 417 km in den Ostteil des Balchaschsees. Der Lepsi entwässert ein Areal von 8100 km². Es kommt in der Regel zu zwei Hochwasserereignissen pro Jahr – eines im Frühjahr und eines im Sommer. Der mittlere Abfluss 12 km oberhalb der Mündung beträgt 21,6 m³/s. Zwischen November und März ist der Fluss eisbedeckt. Ein Teil des Wassers wird zu Bewässerungszwecken abgeleitet. Der Baskan trifft linksseitig auf den Unterlauf des Lepsi.